# Älvdalen
Älvdalen (Övdaln sau Tjyörtjbynn în limba elfdaliană) este un oraș localizat în partea de vest a Suediei, în comitatul Dalarna, la poalele vestice ale Alpilor Scandinaviei, pe malul râului Österdal. Este reședința comunei omonime. Conform unor estimări oficiale din 2021, populația localității era de 1912 locuitori. Industria lemnului, celulozei și materialelor de construcții.
În parohia Älvdalen, alături de limba suedeză se vorbește și limba elfdaliană, o limbă  scandinavă înrudită cu dialectele suedeze din Dalarna. 

## Demografie
| \| Evoluția demografică a zonei urbane Älvdalen, 1970–2015 \| Evoluția demografică a zonei urbane Älvdalen, 1970–2015 \| Evoluția demografică a zonei urbane Älvdalen, 1970–2015 \| Evoluția demografică a zonei urbane Älvdalen, 1970–2015 \| Evoluția demografică a zonei urbane Älvdalen, 1970–2015 \| \| --------------------------------------------------------------------------------------- \| ------------------------------------------------------- \| ------------------------------------------------------- \| ------------------------------------------------------- \| ------------------------------------------------------- \| \| An \| \| \| Locuitori \| \| \| 1970 \| 1970 \| \| 1.691 \| 1.691 \| \| 1975 \| 1975 \| \| 1.697 \| 1.697 \| \| 1980 \| 1980 \| \| 1.868 \| 1.868 \| \| 1990 \| 1990 \| \| 2.032 \| 2.032 \| \| 1995 \| 1995 \| \| 1.980 \| 1.980 \| \| 2000 \| 2000 \| \| 1.858 \| 1.858 \| \| 2005 \| 2005 \| \| 1.812 \| 1.812 \| \| 2010 \| 2010 \| \| 1.810 \| 1.810 \| \| 2015 \| 2015 \| \| 1.863 \| 1.863 \| \| Sursa: SCB - Statistika Centralbyrån, Folkmängden per tätort. Vart femte år 1960 - 2016 \| \| \| \| \| |      |  |           |       |
| Evoluția demografică a zonei urbane Älvdalen, 1970–2015 |      |  |           |       |
| An |      |  | Locuitori |       |
| 1970 | 1970 |  | 1.691     | 1.691 |
| 1975 | 1975 |  | 1.697     | 1.697 |
| 1980 | 1980 |  | 1.868     | 1.868 |
| 1990 | 1990 |  | 2.032     | 2.032 |
| 1995 | 1995 |  | 1.980     | 1.980 |
| 2000 | 2000 |  | 1.858     | 1.858 |
| 2005 | 2005 |  | 1.812     | 1.812 |
| 2010 | 2010 |  | 1.810     | 1.810 |
| 2015 | 2015 |  | 1.863     | 1.863 |
| Sursa: SCB - Statistika Centralbyrån, Folkmängden per tätort. Vart femte år 1960 - 2016 |      |  |           |       |